# جزيرة سانت لويس
جزيرة سانت لويس هي الجزء التاريخي من مدينة سانت لويس بالسنغال. وقد تم إدراجها في قائمة التراث العالمي لليونسكو سنة 2000.

## تاريخ
تأسست سانت لويس على يد المستعمرين الفرنسيين في القرن السابع عشر ثم تمدّنت في منتصف القرن التاسع عشر. وعندما كانت عاصمة السنغال من عام 1872 ولغاية 1957لعبت دوراً ثقافياً واقتصادياً بالغ الأهمية في مجمل أرجاء افريقيا الغربية. وتعود القيمة الخاصة التي تتسم بها هذه المدينة وهويتها إلى موقعها الجغرافي في جزيرة عند مصب نهر السنغال وإلى تخطيطها المدني المنتظم ونظام الأرصفة وهندستها الاستعمارية المميزة.